# 1382 Gerti
1382 Gerti (1925 BB) là một tiểu hành tinh vành đai chính được phát hiện ngày 21 tháng 1 năm 1925 bởi Reinmuth, K. ở Heidelberg.